# Serpulorbis inopertus
Serpulorbis inopertus là một loài ốc biển, là động vật thân mềm chân bụng sống ở biển trong họ Vermetidae.